# Gorači
Gorači su naselje u Hrvatskoj u sastavu Grada Čabra. Nalaze se u Primorsko-goranskoj županiji.

## Zemljopis
Sjeverozapadno su Kranjci, Bazli, Kozji Vrh i Lautari, sjeverno i istočno je granica sa Slovenijom. Sjeverno u Sloveniji je naselje Novi Kot. Sjeveroistočno je izvor Čabranke te u Sloveniji naselje Stari Kot, jugoistočno u Hrvatskoj su Parg, Tropeti, Čabar i Prhutova Draga, a južno je Brinjeva Draga.

## Stanovništvo
| broj stanovnika | 620   | 550   | 428   | 433   | 449   | 455   | 471   | 539   | 238   | 248   | 239   | 229   | 175   | 161   | 127   | 99    | 92    |
|                 | 1857. | 1869. | 1880. | 1890. | 1900. | 1910. | 1921. | 1931. | 1948. | 1953. | 1961. | 1971. | 1981. | 1991. | 2001. | 2011. | 2021. |